# Daisuke Ishiwatari
Daisuke Ishiwatari (石渡 太輔,?, Ishiwatari Daisuke) (Johannesburg, 14 agosto 1973) è un programmatore, illustratore, compositore e doppiatore giapponese.
È maggiormente noto per il suo contributo alla serie videoludica Guilty Gear, della quale ne è stato il direttore, pur non avendo nella praticità contribuito allo sviluppo della trama o dei personaggi del capitolo intitolato Guilty Gear XX. Nella versione originale giapponese è il doppiatore di Sol Badguy nella serie Guilty Gear.

## Discografia

### Album
- Guilty Gear Xrd -SIGN- Vocal Collection (2014)
- Guilty Gear X Blazblue OST Live (2011)
- BlazBlue Song Accord No. 2 with Continuum Shift II (2010)
- BlazBlue Song Accord No. 1 with Continuum Shift (2009)
- BlazBlue: Calamity Trigger Original Soundtrack ~Bonus Discs~ (2009)
- BlazBlue: Calamity Trigger Original Soundtrack ~Consumer Edition~ (2009)
- Guilty Gear XX Λ Core – Secret Gig （2008）
- Aksys Games 2008 Promotional CD （2008）
- BlazBlue: Calamity Trigger Original Soundtrack (2008)
- Guilty Gear 2 Overture Original Soundtrack Vol.1（2007）
- Guilty Gear 2 Overture Original Soundtrack Vol.2（2008）
- Guilty Gear Isuka Original Soundtrack （2004）
- Guilty Gear Original Sound Collection （1998）
- Guilty Gear Series Best Sound Collection（2003）
- Guilty Gear Sound Complete Box (2005）
- Guilty Gear X Heavy Rock Tracks ~ The Original Soundtrack of Dreamcast（2001）
- Guilty Gear X Original Sound Track （2000）
- Guilty Gear X Rising Force Of Gear Image Vocal Tracks -Side.I ROCK YOU!!-（2001）
- Guilty Gear X Rising Force Of Gear Image Vocal Tracks -Side.II SLASH!!-（2001）
- Guilty Gear X Rising Force Of Gear Image Vocal Tracks -Side.III DESTROY!!- （2001）
- Guilty Gear XX in L.A. Vocal Edition （2004）
- Guilty Gear XX in N.Y Vocal Edition （2004）
- Guilty Gear XX Original Soundtrack （2002）
- Guilty Gear XX Sound Alive（2003）